# Rafael José García Chacón
Rafael José García Chacón (Rubio, Venezuela 25 de febrero de 1953), es un médico, conferencista, investigador y escritor venezolano. Dentro de sus principales aportes médicos, un nuevo modelo de nutrición para la salud denominado Alimentación Biocompatible, el concepto de Terapia de los Hologramas, una forma nueva de terapia llamada Masaje de Reestructuración Bioinformática, en psicología el manejo constructivo de las crisis, aportes hacia una medicina de síntesis o modelo Holo-Integrativo de la misma, entre otros.
Estos aportes aparecen documentados en los libros que ha publicado en el tema de la salud.
Durante la última década ha sido invitado especial en los eventos de medicina y tratamientos alternativos más influyentes de Latinoamérica, siendo ponente en múltiples ocasiones en la Universidad Médica Carlos J. Finlay de Camagüey, Cuba; La Universidad de Valencia, España; Universidad Autónoma de Zacatecas, México, entre otras.
Es autor de 18 libros, abarcando temas como la nutrición, métodos y tratamientos médicos, psicología, entre otros; en algunas de sus obras comparte su autoría con la Lic. Marycris González, principalmente en aquellos orientados a la nutrición, dietoterapia, alimentación biocompatible y el buen comer. 
En la actualidad es director general de la Asociación Internacional de Medicina Holo-Integrativa (AMHI - Internacional), con sede en la Ciudad de México, D.F.
Es director de Investigación y Desarrollo de la Academia de Ciencia, Tecnología, Medicina y Terapias Integrativas.

## Primeros años
A los dos años de edad, su familia se muda a San Cristóbal, Venezuela y allí pasa la mayor parte de la infancia y adolescencia, participando en el Liceo Simón Bolívar en la creación de los Festivales Juveniles de la Ciencia, dirige el Centro de Ciencias Rafael Rangel y participa en el movimiento para la creación del Instituto Universitario de Tecnología Agro Industrial y de la Universidad Nacional Experimental del Táchira.
Estudió medicina en la Universidad de los Andes y desde su comienzo estuvo trabajando en investigación en bioquímica bajo la tutela del Dr. Marino Alarcón. También fue preparador en Biología, dependiente de la Facultad de Ciencias de la misma universidad.
Luego de realizar la residencia asistencial de medicina interna empieza a trabajar en Caracas en el Instituto de Investigaciones Integradas (1982-1984), bajo la tutela del Dr. Luis Gómez de la Vega Archivado el 24 de noviembre de 2016 en Wayback Machine., el autor de La Trialéctica.
Posteriormente se concentra en el estudio, investigación y aplicación de las terapias alternativas llegando a ser presidente de la Sociedad Latinoamericana de Medicina Natural y Tradicional (1993-1999).
En Cuba, interviene en la formación de los docentes que luego desarrollarían la maestría en medicina natural y tradicional de la Universidad Médica Carlos J. Finlay en Camagüey, Cuba (1994-1996).
A partir de 1997, empieza su trabajo de síntesis en medicina que le llevó a realizar los aportes ya nombrados y a publicar 18 libros de nuevos enfoques en diversos temas de la salud. Este trabajo investigativo lo realiza con un grupo de investigadores entre los que se destacan el Dr. Rómulo Rodríguez Ramos, de Cuba y el Dr. David Hidalgo Ramírez, de México.
Exasesor del Ministerio de Salud de Venezuela en el área de las Terapias Complementarias (2001-2005).
Codirector y docente del máster de Medicina Naturista, Acupuntura y Homeopatía, de la Universidad de Valencia, España, dictando la cátedra de medicina integrativa.

## Actualidad
Reside en México DF, donde dirige la Asociación Internacional de Medicina Holo-Integrativa (AMHI - Internacional).
Director de Investigación y Desarrollo de la Academia de Ciencia, Tecnología, Medicina y Terapias Integrativas.

## Sus libros
- Los Nuevos Paradigmas de la Salud.
- Salud para Todos.
- Dietoterapia Tomo I
- Dietoterapia Tomo II
- La Cocina Biocompatible.
- El Código Alimentario.
- Iridología del siglo XXI.
- La Nueva Dieta Sana.
- Dietoterapia del Cáncer.
- Mente Sana, Mente Eficaz.
- Alimentación Biocompatible[3]
- Mi Papel en la Vida.
- De la Crisis a la Plenitud.
- Psicorientología.
- No quiero ir al psicólogo.
- Cómo Revertir la Diabetes.
- Terapéutica Médico Integrativa.
- Manejo de las Infecciones sin Antibióticos.
- Emergencias Médicas.
- Terapia de los Hologramas.
- Bases Actuales de la Medicina Natural.
- Las Llaves de la Salud.

## Resumen de sus aportes más notables

### Alimentación Biocompatible
Se basa en la observación de que, en la naturaleza, los animales han evolucionado hacia una alta especialización alimentaria para mejorar sus probabilidades de supervivencia, ya que, la vida en su expansión de tendencia exponencial genera una intensa competencia por el alimento. 
El ser humano ha sido también producto de esa presión evolutiva, por lo que, la pregunta más importante acerca de la alimentación para la salud es: ¿en qué tipo de alimentos se ha especializado nuestra especie? Estos son los alimentos biocompatibles (compatibles con nuestro diseño biológico), que nos pueden traer salud.
Otra observación que llevan al desarrollo de este nuevo modelo de alimentación, es que, por razones genéticas, solemos consumir más calorías de las que necesitamos y ello genera problemas importantes de salud.
Otras observaciones se relacionan: a) con los miles de compuestos no nutritivos de los alimentos y su vinculación con la salud b) el estado psicológico influye en la elección alimentaria, pero también en el impacto que tenga el alimento en el organismo.
A partir de estas observaciones, se construye un modelo nuevo de alimentación para la salud, que ha tenido un gran impacto en el manejo de las patologías que más matan e incapacitan a las personas.
El libro más específico sobre este tema es “El Código Alimentario” de su autoría.

### Psicología Holo-Integrativa
Es un enfoque de amplio frente de las mismas, que parte de que todo nuestro psiquismo se reajusta positivamente si tenemos un ideal o misión constructiva en la vida que responda a lo más interno de nuestro ser. Elaboró una metodología para hallar esa misión en la vida. 
Además, tanto la evaluación psicológica como los planes de crecimiento personal parten aquí del perfil psíquico de la persona sana, elaborado por él mismo, luego de un par de décadas de investigación al respecto.
Otros aspectos de gran importancia aquí, son el manejo constructivo de las crisis, cómo nos relacionamos con las demás personas y la importancia de la riqueza espiritual de la vida.
Tiene tres núcleos de trabajo básicos: el crecimiento y desarrollo personal, la psicoterapia y el apoyo terapéutico en el manejo de enfermedades físicas.
Los libros centrales de este nuevo enfoque son: “Mente Sana, Mente Eficaz” y “De la Crisis a la Plenitud”.

### Terapia de los Hologramas
Parte del descubrimiento de que el sistema nervioso se comunica al menos con dos tipos de lenguajes: el binario y uno en imágenes. Dentro de esta comunicación en imágenes tienen especial interés los hologramas corporales, su manejo terapéutico produce efectos de gran potencia en el manejo del dolor y estimulación de los mecanismos autocurativos del cuerpo.
Previamente, ciertos investigadores descubrieron algunos de estos hologramas corporales, pero no los llamaron así, son el de la oreja (aurículoterapia), mano y pie (su jok) entre otros.
Enriquece la visión de estos autores con nuevos hologramas (emocionales), una metodología de trabajo muy eficaz y sobre todo con el aporte del concepto de órganos asociados, que permite tratar con hologramas enfermedades complejas como: las alergias, hipertensión, diabetes.
Tiene un libro sobre este tema que se llama: “Terapia de los Hologramas”.